# 鲍西丝和费莱蒙

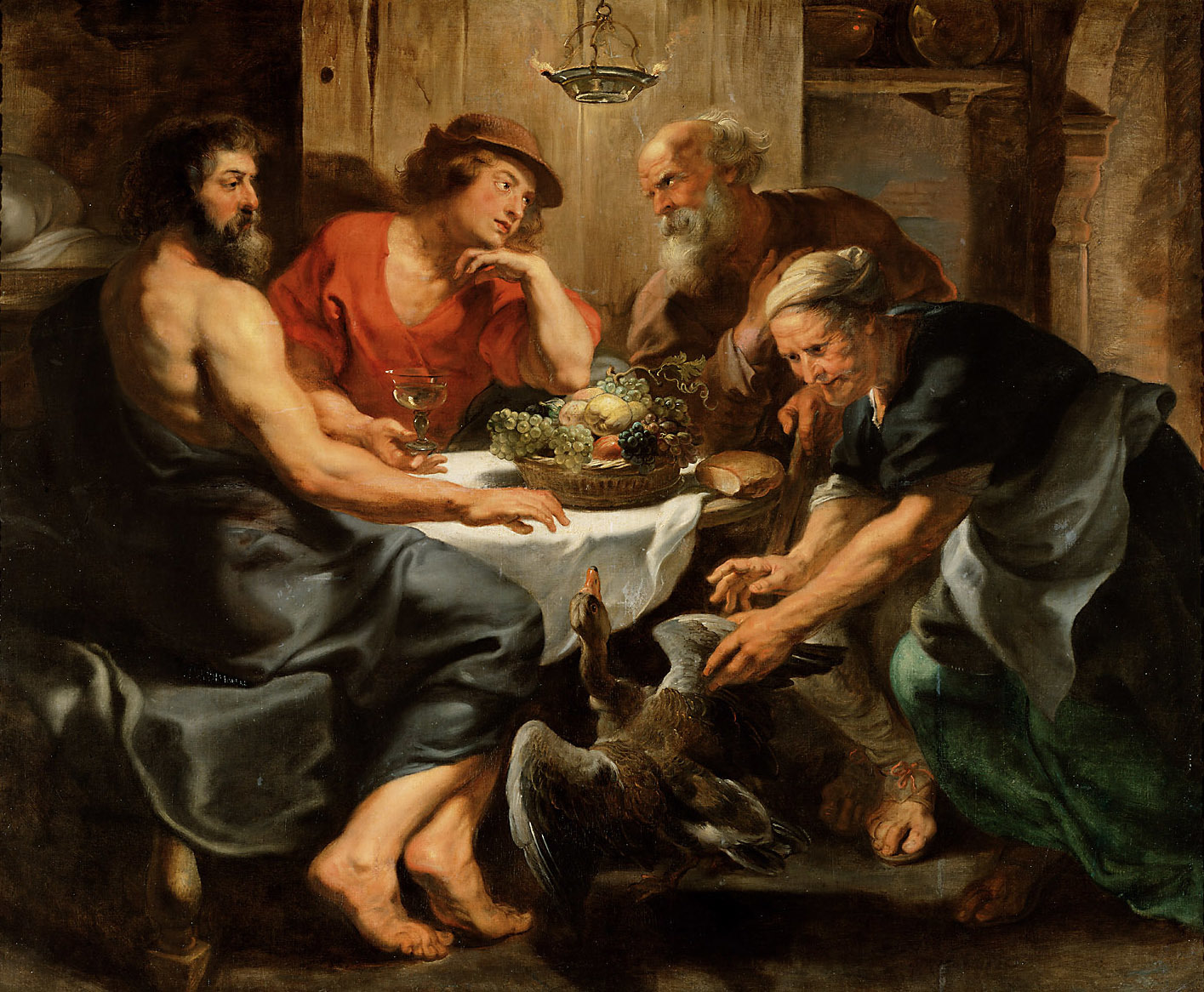
《朱比特與墨丘利停留於费莱蒙和鲍西丝之家》，彼得·保羅·魯本斯大約1630年作

鲍西丝（Baucis）和费莱蒙（Philemon）是古羅馬詩人奧維德著作的道德寓言《变形记》第八卷登場的一對老夫婦。一天主神宙斯（朱比特）與其子赫密士（墨丘利）偽裝成乞丐走訪佛里幾亞的一個城市泰安那（今土耳其中南部），但在向當地民家借宿時除了鲍西丝和费莱蒙都一概將他們拒諸門外。鲍西丝和费莱蒙非常貧窮，房子只是建在沼澤中的簡陋農舍，但比起鎮中富有的居民好客得多，他們以簡單而所剩無幾的菜餚和酒款待兩位神祇。當鲍西丝斟酒時發現酒壺的酒無論如何都斟不乾，便意識到眼前的二人不是凡人。夫婦逐舉起雙手懇求獲賜與恩惠，费莱蒙還決定屠宰守門的雌鵝來加菜，但此時雌鵝卻躲到宙斯的下襬。宙斯接著說不要殺害那只鵝並起身決定離開泰安那，還請兩人跟隨他們到山頂逃避大洪水的來襲，這是宙斯為了回應城中居民的不友善而降下的神罰。洪水過後鲍西丝和费莱蒙家的原址被宙斯變成豪華的大理石寺廟，兩夫婦被任命為寺廟的祭司。他們亦被授予了希望同年同月同日逝世的願望，死去後化身成寺廟前一對相互交織的橡樹（费莱蒙）和椴樹（鲍西丝）。

## 其他宗教文獻的延伸
鲍西丝和费莱蒙的故事並非傳統上希臘神話的一部分，但因為好客殷勤、異己親切是古人哲學的重要一環而廣為傳播。舊約聖經《創世記》19章中羅得因為款待和維護了兩名天使而被告知要带同亲属離開所多瑪以逃過神罰。《希伯來書》13章：2節的訓諭就寫道：「不要莫視陌生人的請求，如此就會款待了天使而不自知。」深受奧維德思想的路司得人在《使徒行传》14章中因為外來的傳教士大數的保羅和巴拿巴讓一個跛子走路了而熱情地呼喊二人：「神下凡了！」他們稱巴拿巴為宙斯、保羅為赫密士。